# Alexander Iwanowitsch Karpow
Alexander Iwanowitsch Karpow (russisch Александр Иванович Карпов, wiss. Transliteration Aleksandr Ivanovič Karpov; * 1. August 1964 in Qaraghandy, Kasachische SSR, Sowjetunion) ist ein russischer Schauspieler, Drehbuchautor und Filmproduzent.

## Leben
Karpow wurde am 1. August 1964 in Qaraghandy, im heutigen Kasachstan, geboren. Sein Filmschauspieldebüt gab er als Kinderdarsteller in dem 1976 erschienenen Fernsehfilm Dolgie vyorsty voyny. 1992 schloss er sein Studium an einer Theaterschule ab. Seit 1993 spielt er an Stücken des Moskauer Dramatheaters mit. Von 1994 bis 1995 gehörte er zum Ensemble des Taganka-Theaters. Von 1995 bis 1999 spielte er in Produktionen des Theaters Commonwealth of Taganka mit. Seit 2000 ist er Ensemblemitglied des Comedy Theatre.
Seit Beginn der 1990er Jahre ist Karpow regelmäßig als Fernseh- und Filmschauspieler tätig. 1997 wirkte er in vier Episoden der Miniserie The Hunting Season als Lomakin mit. Ab Mitte der 2000er Jahre schrieb er erste Drehbücher. 2014 verkörperte er im Film Fürst der Dämonen die Rolle des Mönchs Panas. Außerdem verfasste er das Drehbuch für den Film. 2018 gehörte er zu den Produzenten des Films Forsaken: Mission Mars. Als Drehbuchautor schrieb er 20 Episoden der Fernsehserie Borshchi.

## Filmografie (Auswahl)

### Schauspiel
- 1976: Dolgie vyorsty voyny (Долгие версты войны, Fernsehfilm)
- 1991: Poltergeist-90 (Полтергейст – 90/Poltergeyst-90)
- 1992: Serious Game (Игра всерьёз/Igra vseryoz)
- 1997: The Hunting Season (Сезон охоты/Sezon okhoty, Miniserie, 4 Episoden)
- 1997: New Year’s Story (Новогодняя история/Novogodnyaya istoriya)
- 1998: Reflection (Отражение/Otrazheniye)
- 2000: Zhenshchin obizhat ne rekomenduetsya (Женщин обижать не рекомендуется)
- 2000: Dom dlya bogatykh (Дом для богатых)
- 2002: Dama v ochkakh, s ruzhyom, v avtomobile (Дама в очках, с ружьём, в автомобиле)
- 2003: Teatralnyy roman (Театральный роман, Fernsehfilm)
- 2003: My Kinfolks (Моя родня/Moya rodnya, Fernsehserie, Episode 1x07)
- 2004: Jacked – Pulp Russia (Сматывай удочки/Smatyvay udochki)
- 2005: Velvet Revolution (Мужской сезон: Бархатная революция/Muzhskoy sezon. Barkhatnaya revolyutsiya)
- 2005: Taynaya strazha (Тайная стража, Fernsehserie)
- 2006: Great Love (Большая любовь/Bolshaya lyubov)
- 2007: Priklyucheniya soldata Ivana Chonkina (Приключения солдата Ивана Чонкина, Fernsehserie, 5 Episoden)
- 2008: Spasite nashi dushi (Спасите наши души, Fernsehserie)
- 2011: 'Alibi' na dvoikh ('Алиби' на двоих)
- 2012: Taiga Lady (Хозяйка тайги 2/Khozyayka taygi 2)
- 2013: Night Swallows (Ночные ласточки/Nochnye lastochki, Fernsehserie)
- 2014: Fürst der Dämonen (Вий/Viy)
- 2018: 99% Alive (Живой/Zhivoy, Fernsehserie)
- 2019: Live Bomb (Живая мина/Zhivaya mina, Fernsehserie)

### Drehbuch
- 2005: Velvet Revolution (Мужской сезон: Бархатная революция/Muzhskoy sezon. Barkhatnaya revolyutsiya)
- 2007: Priklyucheniya soldata Ivana Chonkina (Приключения солдата Ивана Чонкина, Fernsehserie, 8 Episoden)
- 2014: Fürst der Dämonen (Вий/Viy)
- 2014: Some Like It Cold (В спорте только девушки/V sporte tolko devushki)
- 2023: Borshchi (Борщи, Fernsehserie, 20 Episoden)

### Produktion
- 2018: Forsaken: Mission Mars (Пришелец/Prishelets)